# Notomulciber trimaculatus
Notomulciber trimaculatus är en skalbaggsart som först beskrevs av Stefan von Breuning 1939.  Notomulciber trimaculatus ingår i släktet Notomulciber och familjen långhorningar. Inga underarter finns listade i Catalogue of Life.